# Кафір
Кафі́р, кяфі́р (араб. كفّار), гяу́р, гіявр (тур. gavur) — іновірець, невіруючий; невірний. 
Кафірами в ісламі вважають всіх немусульман. У другій половині VII ст. хариджити закликали вважати кожного мусульманина, що не долучився до їхнього руху, кафіром, тобто невіруючим. Відсутність у ісламі ортодоксії стала причиною того, що представники будь-якої школи або течії могли оголошувати своїх опонентів кафірами.
Суніти кафірами вважають мусульман-лицемірів, мусульман що впали в невіру (див. куфр).
Мусульман, що порушили основні правила ісламу і не покаялись в цьому, називають муртадами

## Цікавий факт
У середовищі запорожців побутувало слово «капир», яким вони звали як іновірців-нехристиян, так і непутящих товаришів («А що, ви капирі чи запорожці?»). Походить воно, очевидно, від тур. kâfir.